# ギンギラパラダイス (パチンコ)
『ギンギラパラダイス』（ぎんぎらぱらだいす）は、1995年5月に三洋物産から発売された権利物のパチンコ。略称は「ギンパラ」。後の海物語シリーズの礎を築いた機種である。

## シリーズ
『ギンギラパラダイス』の後継機として以下の機種が発売されシリーズ化されている。海物語シリーズではモードは後継機種に受け継がれていくが、本シリーズは機種ごとに専用のモードが搭載されている。
CRギンギラパラダイス2
2010年8月2日発売。シリーズ第2弾。ギンギラパラダイスシリーズとしては15年ぶりの発売となった。海物語シリーズと同様に3つのステージが登場する。演出等は『CR大海物語スペシャル』がベースになっている。
CRギンギラパラダイス 情熱カーニバル
2014年8月4日発売。シリーズ第3弾。型式名は「ギンギラパラダイス3」。この機種からブラジルの要素が取り入れられた。
CRギンギラパラダイス クジラッキーと砂漠の国
2015年9月7日発売。シリーズ第4弾。型式名は「ギンギラパラダイス4」。
Pギンギラパラダイス 夢幻カーニバル
2021年4月19日発売。シリーズ第5弾。ギンギラパラダイスシリーズ初の2018年改正規則準拠機。
P元祖ギンギラパラダイス
2022年5月9日発売。『ギンギラパラダイス』を現代仕様にアレンジした機種。

## 機種一覧
| 名称                  | 発売      |
| --------------------- | --------- |
| ギンギラパラダイス    | 1995年5月 |
| ギンギラパラダイス2   | 1995年5月 |
| CRギンギラパラダイスV | 1995年5月 |
| ギンギラパラダイスV   | 1995年6月 |

## 概要
潜水艦の窓から見た海中をモチーフにし、液晶画面の中を魚たちが泳ぎ回る。権利物だけに高めの大当たり確率であったため、当時主流であった確変割合1/3、2回ループの『CR大工の源さん』に匹敵する爆発力があった。4種類のスペックが発売され、全て大ヒットを記録した。

## 図柄
- 1. タコ
- 2. ハリセンボン
- 3. カメ
- 4. サメ
- 5. エビ
- 6. アンコウ
- 7. ジュゴン
- 8. エンゼルフィッシュ
- 9. カニ
- 10. カサゴ

『ギンギラパラダイス』のみ存在する。
- 裏4. サメ

『CRギンギラパラダイス』では10図柄のカサゴに代わり、中段のカニとタコの間に配置されている。この配列がのちの海物語シリーズに引き継がれることとなる。

## 遊技の流れ
1. ヘソの位置にある作動ゲート（スルーチャッカー）を遊技球が通過（賞球ナシ）すると液晶画面のデジタルが始動し、上段→下段→中段の順に図柄の変動が停止（保留4個）。作動ゲートを通過した遊技球は、左下のゲート救出口から出て、その下にある普通入賞口に向かい、入賞すると賞球が得られる。
2. 液晶画面で図柄が揃って大当たりすると、作動ゲートの下にある普通電動役物（ミニアタッカー）が5.9秒間開放する。入賞した遊技球は、停留装置により1個だけ停留する。
3. 普通電動役物の開放動作終了から2.0秒経過すると停留装置が右に移動して停留した遊技球が在ればそれを解除する。遊技球がなければパンクとなり、出玉を得る権利を丸ごと失う（確変大当たりを引いていた場合、パンクしても確率変動は行われる）。
4. 停留を解除された遊技球は、Vゾーンを通過し出玉を得る権利が発生。
5. 権利発生中はハンドルを右にいっぱいまで回して右打ちし、盤面右側の回転体に遊技球を乗せ、第3種始動口に入賞すると、その下にある特別電動役物（チューリップ）が9.5秒間開放する。
6. 特別電動役物が特定の回数開放し終わったら権利終了。ハンドルを左打ちに戻して1.から繰り返す。

## 予告演出
予告なし
リーチ成立直後に演出が起こらないこと。ノーマルリーチ発展濃厚となる。
泡予告
リーチ成立直後に画面下部から泡が発生する演出。スーパーリーチに発展する可能性がある。
魚群予告
リーチ成立直後に画面右側から魚群が通過する演出。期待度が高い演出であり、スーパーリーチ発展濃厚となる。
魚群予告は群予告の元祖であり、群予告系演出として、現在では数多くの機種に同様の演出が搭載されるようになった。どれも高信頼度であることがほぼ共通している。

## リーチ演出
ノーマルリーチ
特に何も起こらないリーチ演出。期待度は低い。シングルリーチ及びダブルリーチのどちらからも発展する。
海物語シリーズとは異なり、背景が紫色の高確率状態でも、ノーマルリーチは信頼度が低い。
珊瑚礁リーチ
シングルリーチから発展し、画面下部から珊瑚礁が出現する演出。
催眠リーチ
シングルリーチから発展し、図柄が催眠術にかかっている演出。
このリーチは、『海物語』で波紋リーチとしてリメイクされた。
マリンちゃんリーチ
ダブルリーチから発展し、画面上部からマリンが登場する演出。

## その他演出
再始動
リーチが外れた際に、中段図柄が再び動き出して大当たりになる演出。ダブルリーチで発生した場合は奇数図柄での大当たりとなる。

## スペック
| 型式                         | 型式                         | ギンギラパラダイス                                  | ギンギラパラダイス2                        | ギンギラパラダイスV                                 | CRギンギラパラダイス                                        |
| ---------------------------- | ---------------------------- | --------------------------------------------------- | ------------------------------------------ | --------------------------------------------------- | ----------------------------------------------------------- |
| 特賞種別                     | 特賞種別                     | デジパチ                                            | デジパチ                                   | デジパチ                                            | デジパチ                                                    |
| 大当たり確率                 | 通常時                       | 1/323                                               | 1/247                                      | 1/239                                               | 1/223                                                       |
| 大当たり確率                 | 高確率時                     | 1/32.3                                              | 1/24.7                                     | 1/23.9                                              | 1/22.3（設定1） 1/241→1/24.1（設定2） 1/257→1/25.7（設定3） |
| タイプ                       | タイプ                       | ミドル                                              | ライトミドル                               | ライトミドル                                        | ライトミドル                                                |
| 賞球数                       | 賞球数                       | 7 & 15                                              | 7 & 15                                     | 6 & 13                                              | 5 & 10 & 15                                                 |
| ラウンド・カウント数         | ラウンド・カウント数         | 16R・10C                                            | 16R・10C                                   | 16R or 8R・10C                                      | 16R・10C                                                    |
| 大当たりシステム             | 大当たりシステム             | 3回権利                                             | 2回権利                                    | 3回権利                                             | 確変ループ                                                  |
| 確変突入率                   | 確変突入率                   | 100/100（100%、3回権利）                            | 100/100（100%、2回権利）                   | 100/100（100%、3回権利）                            | 50/100（50%）                                               |
| 大当たりの内訳（始動口共通） | 大当たりの内訳（始動口共通） | 16R：100%                                           | 16R：100%                                  | 16R：50% 8R：50%                                    | 16R確変：50% 16R通常：50%                                   |
| 大当たり出玉                 | 大当たり出玉                 | 1900個                                              | 1900個                                     | 16R：1800個 8R：800個                               | 2300個                                                      |
| リミット                     | リミット                     | なし                                                | なし                                       | なし                                                | なし                                                        |
| 電サポ                       | 確変                         | 1回目及び2回目大当たり終了後次回まで（3回リミット） | 1回目大当たり終了後次回まで（2回リミット） | 1回目及び2回目大当たり終了後次回まで（3回リミット） | 確変大当たり終了後次回まで                                  |
| 電サポ                       | 時短                         | なし                                                | なし                                       | なし                                                | なし                                                        |
| 保留の数                     | 保留の数                     | 4個                                                 | 4個                                        | 4個                                                 | 4個                                                         |
| 保留の優先消化               | 保留の優先消化               | なし（入賞順に消化）                                | なし（入賞順に消化）                       | なし（入賞順に消化）                                | なし（入賞順に消化）                                        |

## コンシューマ移植
- 『Parlor! PRO』（プレイステーション用、1997年4月25日発売）と『Parlor! PRO 64』（NINTENDO 64用、1999年1月29日発売）に『CRギンギラパラダイス』が収録
- 『Parlor! PRO 7』（プレイステーション用、1999年3月25日発売）と『Parlor! PRO Collection』（プレイステーション用、2000年9月21日発売）に『ギンギラパラダイス』が収録

## 備考
- 現金機の3機種と『CRギンギラパラダイス』とではBGMが異なっていた。特に『CRギンギラパラダイス』の全てのリーチ時BGMは、のちの海物語シリーズに引き継がれている。
- 海物語シリーズとは異なり、マリンの水着やリボンの色はピンク色だった。
- 作動ゲート直上にある波を表現した電動式の役物は、三洋物産が1992年に発売した羽根物『ジェットスキー』から流用した。
- 『ギンギラパラダイス』の中古台が高騰しプレミア価格がついたことと[9]、CR機において1/3・2回ループの確変デジパチが規制されたことから、『CRギンギラパラダイス』も大ヒットを記録した。
- かつては、魚の絵柄がパチスロ店でイベントの設定札のキャラクターとして使われ（数字とキャラクターの対応関係は同じであり、アンコウがパチスロにおける最高設定である設定6を意味する）、パチスロ台の上にエビやアンコウの絵が描かれた札が立てられている光景が各地で見られていた（「エビアン」と略される場合もある）が、イベント規制の煽りを受けて現在ではこの光景は見られなくなった。